# Logos (Macrembolite)
Logos è un'opera dello scrittore bizantino Alessio Macrembolite.  Scritta dopo il 1341, è dedicata a Teodoro Patrikiotes, il padrone di Alessio, che era il più importante esattore delle tasse del reggente e poi imperatore Giovanni VI Cantacuzeno (1347-1354).